# La Troba Kung-Fú
La Troba Kung-Fú is een Spaans-Catalaanse band uit La Garriga.

## Geschiedenis
De groep ontstond in december 2005. Toen bracht Joan Garriga zijn "dream team" bestaande uit Eldys Isaac Vega "Muñeca" (percussie), Marià Roch (bas), Miguel Serviole "Muchacho" (rumba gitaar), Pep Terricabras (drums) en Toti ‘dubmaster’ Arimany samen om La Troba Kung-Fú te stichten. Later vervoegde Flor Inza (percussie) en Luis Arcos (elektrische gitaar) de groep.
Na vier concerten begonnen ze hun nummers op te nemen om ze een voor één, om de veertien dagen, op hun website te publiceren. De muziek die La Troba Kung-Fú brengt kan men het best omschrijven als rumba, dub, cúmbia, sarao, blues of olivada.
In dit project staat Joan Garriga dichter bij de ‘Rumba Catalana’, de Catalaanse rumba van de Catalaanse zigeuners, van Peret en El Pescaílla. Van dan heeft Joan Garriga in ieder geval zijn eigen stijl van componeren en schrijven.
La Troba Kung-Fú is een van de belangrijkste wereldmuziekbands in Europa. De groep won de volgende prijzen: Puig Porret (beste groep, 2007), Stad Barcelona (internet en muziek, 2008), Altaveu (beste Catalaanse groep, 2007), Enderrock (beste hoesontwerp voor Clavell Morenet, 2007), ARC (beste livealbum in wereldmuziek, 2009).
Met La Troba Kung Fú heeft Garriga drie cd's uitgebracht. De eerste, Clavell Morenet, die te koop is in heel Europa, werd voorgesteld in de Verenigde Staten (Lincoln Center, en Globalfest Association of Performing Arts Presentators in New York, Kennedy Center, Washington), het Verenigd Koninkrijk, op een tournee met Ojos de Brujo, in Duitsland (Popkomm in Keulen), België (Ancien Belgique in Brussel, Polé-Polé in Gent, Afro-Latino in Opitter), in Nederland (Biddinghuizen Lowlands Fest), Frankrijk (Babel Med Muziek, Marseille; Airbag Fest Brugge), Italië (Folk Fest in Ariano Ariano), in Oost-Europa (Sziget festival, Boedapest, Praag), Mexico (Cervantes Festival in Guanajuato, Leon, Mexico stad) en in zalen over de hele wereld. Vervolgens werd Rumbia at Ernesto's, een live-album opgenomen in het Nederlandse Sittard, uitgebracht. In 2010 kwam het album A la panxa del Bou uit, en in 2013 Santalegria.

## Discografie
- Clavell Morenet, 2006
- Rumbia at Ernesto's, (live-concert opgenomen in 'Ernesto's Cantina' in Sittard) 2009
- A la panxa del bou, 2010
- Santalegria, 2013